# Christian Holten Bonke
Christian Holten Bonke (født 1973 i Fredericia) er en dansk filminstruktør og manuskriptforfatter.
Christian Bonke udkommer i 2025 med sin første fiktionsfilm; Herkules Falder, der er en fortælling om krigsveteranen Youssef, der slås med de psykiske eftervirkninger fra slagmarken. Youssef kæmper for sin heling og for at vinde sin familie tilbage efter en voldelig episode i hjemmet. Filmen har Dar Salim i hovedrollen, der spiller overfor virkelige krigsveteraner på et rehabiliteringshjem på Strynø.[kilde mangler]
Tidligere har han instrueret dokumentarer musikvideoer, reklamer og serier til tv.  Han blev uddannet på Filmskolen og tog sin eksamen i 2005.
Hans film Ballroom Dancer (2011) vandt adskillige priser over hele verden. Filmen er en dokumentarfilm om en pensioneret latindanser, der vil kæmpe sig tilbage i verdenseliten; et mål med store personlige omkostninger.
Dokumentarerne Christian Holten Bonke vælger at arbejde på har normalt en dramatisk karakter. Den portrætterede person udvikler sig ofte markant og har en skæbnesvanger mission at udføre. Dette giver Bonke muligheden for at arbejde med en række dramatiske og visuelle virkemidler, der måske er mere typiske i spillefilm. Vi ser eksempler på dette i First Love (2007), Ballroom dancer og Ejersbo (2015).[kilde mangler]

I tv-dokumentaren Uffes alternativ følges politikeren og partiformanden Uffe Elbæk under den hektiske dannelse af partiet Alternativet i november 2013 og frem til valget i juni 2015. Filmen falder ind under den dokumentariske genre den oberserverende dokumentar, som ofte bruges i politiske dokumentarer. Lignende eksempler på dokumentarfilm af samme stil er amerikanske Donn Alan Pennebakers The War Room (1993) om Bill Clintons præsidentkampagne i 1992 og Christoffer Guldbrandsens Fogh bag facaden (2003) om den danske statsminister Anders Fogh Rasmussens forhandlinger om udvidelsen af EU i 2002.
Hans film er meget personlige portrætter, og hans humanistiske blik på sine karakterer er altid fremtrædende.[kilde mangler]

## Filmografi
- 2015: Ejersbo
- 2015: Uffes alternativ
- 2015: Mathias Reumert
- 2014: Upassende
- 2012: Nu som Mennesker
- 2011: Ballroom dancer
- 2008: Fast ejendom
- 2007: First Love
- 2007: Rasmus Nøhr
- 2006: Piger fra Havdrup
- 2006: Roskilde